# Trichoscypha acuminata
Trichoscypha acuminata là một loài thực vật có hoa trong họ Đào lộn hột. Loài này được Engl. miêu tả khoa học đầu tiên năm 1881.